# 男たちのクレド
『男たちのクレド』とは、2010年10月7日から2011年9月29日までテレビ東京で放送されていた関東ローカルのミニ番組である。青山商事の一社提供。

## 番組概要
番組名のクレド（credo）とは、ラテン語で信条という意味である。一人の男性に、仕事に関するクレドとファッションのこだわりとイギリスなどのビジネスファッションを紹介していく。

## 出演者
- 竹本英史（ナレーション）

## 放送局
- テレビ東京 木曜日 22:54 - 23:00
- BSジャパン 金曜日 20:55 - 21:00

| テレビ東京 木曜日22:54 - 23:00枠 | テレビ東京 木曜日22:54 - 23:00枠    | テレビ東京 木曜日22:54 - 23:00枠 |
| 前番組                           | 番組名                              | 次番組                           |
| -------------------------------- | ----------------------------------- | -------------------------------- |
| オススメ                         | 男たちのクレド （2010.10 - 2011.9） | Go Forward                       |